# Junkie and the Juicehead Minus Me
Junkie and the Juicehead Minus Me je album Johnnyja Casha, objavljen 1974. u izdanju Columbia Recordsa. Uključuje izvedbe njegovih kćeriju Rosanne Cash i Carlene Carter. Dvije pjesme s albuma napisao je Kris Kristofferson, dok je "Don't Take Your Guns to Town" obrada Cashovog uspješnog singla, njegova prvog hita pod okriljem Columbije. "Father and Daughter (Father and Son)" je obrada poznate pjesme Cata Stevensa i duet s Cashovom pokćerkom, Rosey Nix Adams, uz manje promjene stihova; verzija iste pjesme bit će objavljena 2003. na albumu Unearthed, kao duet s Fionom Apple.

## Popis pjesama
1. "The Junkie and the Juicehead, Minus Me" (Kris Kristofferson) – 3:03
2. "Don't Take Your Guns to Town" (Cash) – 2:49
3. "Broken Freedom Song" (Kristofferson)
  - Izvođač: Rosanne Cash – 3:03
4. "I Do Believe" (Cash) – 2:31
5. "Ole Slew Foot" (Howard Hausey)
  - S June Carter Cash i obitelji – 2:17
6. "Keep on the Sunny Side" (A. P. Carter, Gary Garett)
  - S June Carter Cash i obitelji – 2:16
7. "Father and Daughter (Father and Son)" (Cat Stevens)
  - S Rosey Nix – 3:02
8. "Crystal Chandeliers and Burgundy" (Jack Routh) – 2:27
9. "Friendly Gates" (Routh)
  - Izvođač: Carlene Carter – 2:21
10. "Billy and Rex and Oral and Bob" (Cash) – 7:45
11. "Jesus" (Loney Hutchins)
  - S June Carter Cash – 2:22
12. "Lay Back With My Woman" (Routh) – 2:28

## Ljestvice
Album - Billboard (Sjeverna Amerika)
| Godina | Ljestvica      | Pozicija |
| ------ | -------------- | -------- |
| 1974.  | Country albumi | 48       |

## Vanjske poveznice
- Podaci o albumu i tekstovi pjesama